# Ubiquitine-ligase
 (mars 2013).
Si vous disposez d'ouvrages ou d'articles de référence ou si vous connaissez des sites web de qualité traitant du thème abordé ici, merci de compléter l'article en donnant les références utiles à sa vérifiabilité et en les liant à la section « Notes et références ».
L’ubiquitine-ligase, ou ubiquitine-ligase E3, est une ligase qui catalyse la réaction :
ATP + ubiquitine + lysine–protéine  {\displaystyle \rightleftharpoons }  AMP + diphosphate + N-ubiquityllysine–protéine.
Cette enzyme recrute l'enzyme de conjugaison de l'ubiquitine (en) E2 chargée en ubiquitine, reconnaît une protéine substrat, et assiste ou catalyse directement le transfert de l'ubiquitine de l'enzyme E2 vers la protéine substrat. L'ubiquitine est liée à un résidu de lysine sur la protéine cible par une liaison isopeptidique. Les ligases E3 interagissent à la fois avec la protéine cible et l'enzyme E2 et détermine la spécificité de l'enzyme E2 pour certains substrats. Les ligases E3 réalisent généralement l'ubiquitination de leur substrat avec des chaînes d'ubiquitine liées au résidu Lys48 en vue de leur destruction par le protéasome. Cependant, il existe de nombreux autres modes de liaison, qui modifient l'activité, les interactions ou la localisation d'une protéine. L'ubiquitination des protéines par les ligases E3 intervient dans la régulation de nombreux aspects de la physiologie cellulaire tels que la circulation intracellulaire, la réparation de l'ADN ou encore la signalisation cellulaire, et revêt une importance fondamentale en biologie cellulaire. Elle est aussi impliqué dans le cycle cellulaire lors de la synthèse de la cycline E.